# SS Ultonia

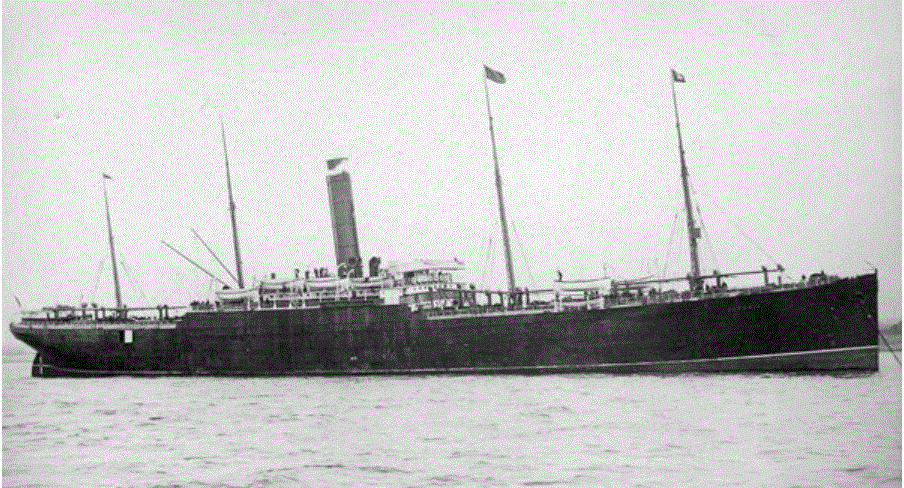
SS Ultonia

O SS Ultonia foi um navio de passageiros e carga britânico construído em 1898 pelo estaleiro Swan Hunter, em Tyne and Wear. Naufragou após ser torpedeado por um submarino alemão em 1917.

## História
O SS Ultonia foi lançado em 4 de junho de 1898, medindo 500 pés (150 m) de comprimento por 57.4 pés (17.5) de boca, com uma arqueação bruta de 8.845 toneladas. Originalmente construído para o transporte de gado, ele foi equipado com acomodação de terceira classe para 675 passageiros em 1899, realizando sua primeira viagem de passageiros em 28 de fevereiro, partindo de Liverpool para Boston via Queenstown.
Ao partir de Boston em uma dessas viagens em 5 de agosto de 1899, o Ultonia atingiu uma camada de pedras no fundo do mar que se encontrava fora do canal principal do porto de Boston, em Nantasket Roads, uma rota típica na época. Esta área é agora chamada de Ultonia Ledge, localizada a uma milha e meia ao sudeste de Boston Light, em uma área rasa. Este evento estimulou a alteração dos cursos dos navios na área para evitar que incidentes similares ocorressem novamente.
Em 1902, ele foi reformado para acomodar 120 passageiros de segunda classe e 2.100 passageiros de terceira classe, aumentando sua tonelagem para 10.402. Em 1915, ele foi equipado para transportar até 2.000 cavalos.
Em 27 de março de 1917, Ultonia colidiu com o collier britânico SS Don Benito no Oceano Atlântico, causando o naufrágio do Don Benito.

## Naufrágio
Durante a Primeira Guerra Mundial, Ultonia foi torpedeado e afundado no Oceano Atlântico a 190 milhas de Fastnet Rock, na Irlanda, em 27 de junho de 1917 pelo submarino SM U-53 da Kaiserliche Marine, sob comando do capitão Hans Rose. Uma pessoa morreu no naufrágio.